# Florida (Honduras)
Florida – gmina (municipio) w zachodnim Hondurasie, w departamencie Copán. W 2010 roku zamieszkana była przez ok. 28,3 tys. mieszkańców. Siedzibą administracyjną jest miejscowość Florida.

## Położenie
Gmina położona jest w północnej części departamentu. Graniczy z Gwatemalą od północy i 6 gminami:
- Macuelizo od wschodu,
- Nueva Arcadia, La Jigua i San Nicolás od południa,
- San Antonio i El Paraíso od zachodu.

## Miejscowości
Według Narodowego Instytutu Statystycznego Hondurasu na terenie gminy położone były następujące miasteczka i wsie:

- Florida
- Arranca Barba
- Barranca Grita
- Buena Vista
- Buenos Aires
- Concepción de La Barranca
- El Dormitorio
- El Espíritu Santo
- El Jardín
- El Nuevo Porvenir
- El Porvenir
- El Rosario
- Gritaderos
- La Cumbre de Las Flores
- La Elencia
- La Elencita
- La Laguna de San José
- La Ruidosa
- La Sierra
- La Unión
- Las Cañas
- Las Flores de Techín
- Las Palmeras de La Planada
- Los Dubones
- Los Lesquines
- Pastoreadero
- Plancitos
- Potrerillos
- Pueblo Nuevo
- Rastrojitos
- San Antonio
- San José de La Frontera
- San Lorenzo de Techín
- San Rafael
- Siete Cuchillas

## Demografia
Według danych honduraskiego Narodowego Instytutu Statystycznego na rok 2010 struktura wiekowa i płciowa ludności w gminie przedstawiała się następująco:
| Wiek      | 0–3   | 4–6   | 7–12  | 13–17 | 18–24 | 25–64 | 65+   | razem  |
| Florida   | 3 846 | 3 076 | 5 099 | 3 333 | 3 395 | 8 459 | 1 060 | 28 267 |
| Mężczyźni | 1 979 | 1 524 | 2 593 | 1 726 | 1 738 | 4 133 | 505   | 14 198 |
| Kobiety   | 1 866 | 1 552 | 2 506 | 1 608 | 1 656 | 4 326 | 555   | 14 069 |